# Mo' Money
Mo' Money es una película estadounidense de 1992, de género comedia dramática y romance, dirigido por Peter MacDonald y distribuido por Columbia Pictures. El film es protagonizado por Damon Wayans, Marlon Wayans y Stacey Dash.

## Elenco
- Damon Wayans - Johnny Stewart/ Anton Jackson

- Stacey Dash - Amber Evans

- Joe Santos - Lt. Raymond Walsh

- John Diehl - Keith Heading

- Bernie Mac - Club Doorman

- Harry J. Lennix - Tom Dilton

- Marlon Wayans - Seymour Stewart

- Mark Beltzman - Chris Fields

- Quincy Wong - Eddie

- Kevin Casey - Lloyd

- Larry Brandenburg - Businessman

- Garfield - Rock

- Alma Yvonne - Charlotte

- Richard E. Butler - Ted Forrest

- Evan Lionel Smith - Detetive Mills